# バフ (色)

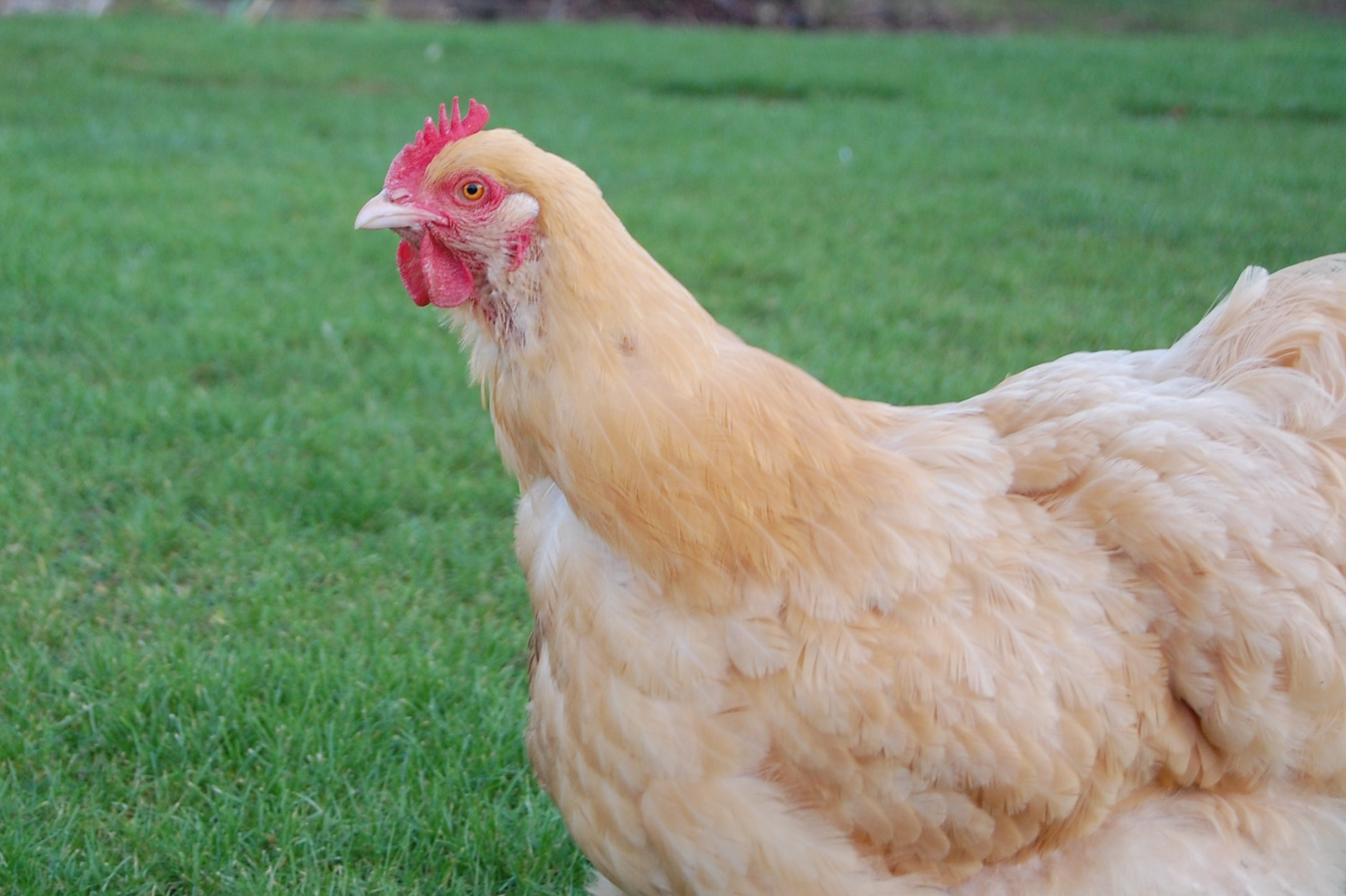
バフカラーのにわとり

バフ（buff）とは牛やシカの揉み皮（革）。またはその淡い黄褐色のこと。日本の伝統色名では黄土色に近い。1934年に標準色名として定められた。
バフとは本来、水牛の揉み皮のことで、バフコート（英語版）などの軍服に使われていたほか、金属研磨の仕上げなどにも使われた。
日本では近似色の黄土色が圧倒的に知名度が高いこともあって、日常的には使われないが、塗料業界などにおいては茶系の色名として頻繁に用いられる。
ファッション業界では、ごく淡いピンクがかった黄褐色（むしろやや褪せたオレンジに近い）をバフと呼ぶことが多い。
野鳥図鑑などにおいて野鳥の体色の表現に「バフ」がよくつかわれている。アメリカン・コッカー・スパニエルなどによくみられる淡いベージュの個体もバフ色と呼ばれる。